# Gaming house
Gaming house é uma habitação na qual jogadores de esportes eletrônicos moram, treinam e convivem juntos.
As gaming houses surgiram quando Lim "Boxer" Yo-Hwan e Hong "YellOw" Jin-Ho, profissionais sul-coreanos de StarCraft: Brood War, decidiram mudar-se para uma casa na qual poderiam dedicar-se em tempo integral aos treinos no jogo. Com o sucesso decorrente da rotina de treinos e a lucratividade do cenário competitivo de StarCraft no país, organizações passaram a manter gaming houses, concentradas em Seul, habitadas pelas estrelas da modalidade e por seus parceiros de treinos.
A primeira gaming house do Brasil, e também da América Latina, foi a da paiN Gaming, logo após seu título no Campeonato Brasileiro de League of Legends de 2013. Hoje, as gaming houses foram quase que inteiramente substituídas pelos gaming offices, onde os jogadores treinam mas não precisam necessariamente morar nelas.
Equipes como a própria paiN Gaming, a CNB e-Sports Club e a INTZ e-Sports possuíam em suas gaming houses estrutura com treinadores, psicólogos, nutricionistas e cozinheiras, bem como computadores e acessórios de ponta e conexões de internet de alta velocidade.